# Nationale Vergadering (Lesotho)
De Nationale Vergadering (Engels: National Assembly) is het lagerhuis van het parlement van Lesotho. De Nationale Vergadering telt 120 leden, waarvan er 80 worden gekozen via een districtenstelsel (meerderheidsstelsel) en de overige 40 worden gekozen via het stelsel van evenredige vertegenwoordiging (kandidatenlijst). Verkiezingen voor de Nationale Vergadering vinden om de vijf jaar plaats.
Het liberale All Basotho Convention (ABC) werd bij de verkiezingen van 2017 met 51 zetels de grootste partij in de Nationale Vergadering. Parlementsvoorzitter is Sephiri Motanyane. Hij behoort tot de partij Democratic Congress (DC).
Het hogerhuis van het parlement van Lesotho draagt de naam Senaat (Senate).

## Zetelverdeling

Zetelverdeling na de verkiezingen van 2017

Regering (66)
Oppositie (54)